# Lepismium lorentzianum

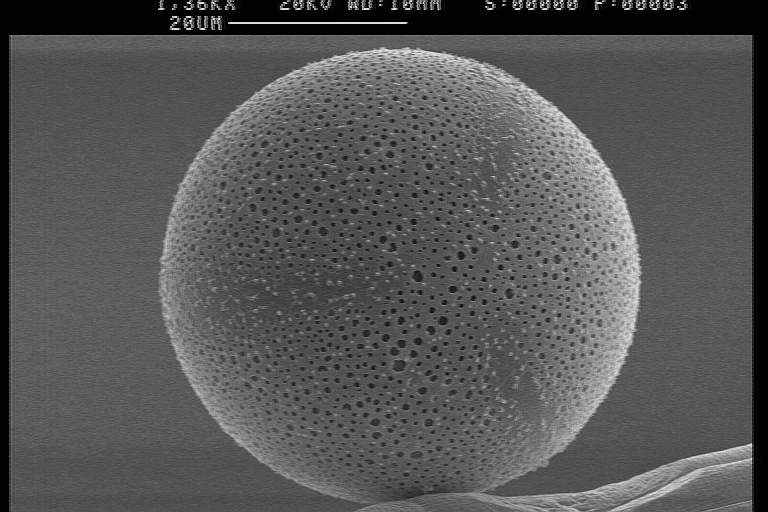
Gra de pol·len de Lepismium lorentzianum

Lepismium lorentzianum és una espècie vegetal del gènere Lepismium de la família de les cactàcies.

## Descripció
Lepismium lorentzianum creix de forma epífita amb tiges molt ramificades. Els segments de les tiges tenen un color verd fresc, aplanats o triangulars són ondulats en les seves vores i tenen una costella central que sobresurt. Fan de 10 a 30 centímetres de llarg i de 2 a 4 centímetres d'ample. Les arèoles que s'assenten en les osques no estan profundament enfonsades. Són glabrescents i no tenen ni pèls ni espines.
Les flors són petites, de color blanc groguenc, d'aparença individual, tenen forma de campana o d'embut. El seu pericarpel és llis i quadrat. Els fruits són una mica quadrats i són de color porpra.

## Distribució
Lepismium lorentzianum està molt estès als contraforts dels Andes al departament bolivià de Tarija i a les províncies argentines de Jujuy, Salta i Tucumán a altituds de 500 a 2000 metres.

## Taxonomia
Lepismium lorentzianum va ser descrita per Wilhelm A. Barthlott i publicat a Bradleya; Yearbook of the British Cactus and Succulent Society 5: 99. 1987.
Etimologia
Lepismium : nom genèric que deriva del grec: "λεπίς" (lepis) = "recipient, escates, apagat" i es refereix a la forma en què en algunes espècies les flors es trenquen a través de l'epidermis.
lorentzianum: epítet
Sinonímia
- 'Rhipsalis lorentziana (August Grisebach) (1879)[2] (basiònim)